# 天链一号02星
天链一号02星是中国第二颗地球同步轨道数据中继卫星，于2011年7月11日成功发射。

## 成功发射
2011年7月11日23时41分，中国在西昌卫星发射中心用长征三号丙运载火箭，成功将“天链一号02星”送入太空。火箭飞行约26分钟后，西安卫星测控中心传来的数据表明，星箭分离，卫星成功进入地球同步转移轨道。这是长征系列运载火箭的第140次飞行。

## 用途
天链一号02星将与天链一号01星组网运行，为中国神舟飞船以及未来空间实验室、空间站建设提供数据中继和测控服务，并将应用于2011年下半年实施的首次空间交会对接任务。
中国载人航天工程办公室为这颗卫星的主要用户。

## 研发单位
天链一号02星由中国航天科技集团公司所属中国空间技术研究院为主研制。